# Carpócrates
Carpócrates de Alexandria foi o fundador de uma seita gnóstica da primeira metade do século II dC e que utilizava unicamente o Evangelho segundo os Hebreus. Assim como muitas outras seitas gnósticas, sabemos dos carpocracianos apenas pelos relatos dos Pais da Igreja, principalmente Ireneu e Clemente de Alexandria. Como o primeiro era fortemente contra a doutrina gnóstica, há certamente um viés negativo quando utilizada esta fonte. Ainda que haja divergências entre as várias fontes em alguns detalhes sobre os Carpocracianos, todas concordam sobre a característica libertina da seita.
Algumas fontes ligam Carpócrates ao Mandeísmo.